# Brendan Penny
Brendan Penny, vero nome Brendan James Penny (Ottawa, 9 novembre 1978), è un attore canadese.

## Filmografia parziale

### Cinema
- 'LTD.', regia di Ryan Arnold (2005)
- Il mio ragazzo è un bastardo (John Tucker Must Die), regia di Betty Thomas (2006)
- Christmas Cottage, regia di Michael Campus (2008)
- Una notte con Beth Cooper (I Love You, Beth Cooper), regia di Chris Columbus (2009)
- Christmas Crash, regia di Terry Ingram (2009)
- L'acchiappadenti (Tooth Fairy), regia di Michael Lembeck (2010)
- Hard Ride to Hell, regia di Penelope Buitenhuis (2010)
- The Wedding Chapel - La chiesa del cuore (The Wedding Chapel), regia di Vanessa Parise (2013)

### Televisione
- Jake 2.0 – serie TV, episodio 1x02 (2003)
- The L Word – serie TV, episodi 2x08, 3x05 e 3x06 (2005-2006)
- Kyle XY – serie TV, episodio 1x08 (2006)
- Whistler – serie TV, 13 episodi (2006)
- Blade - La serie (Blade: The Series) – serie TV, episodio 1x11 (2006)
- Smallville – serie TV, episodio 6x02 (2006)
- Supernatural -  serie TV, episodi 1x11 e 7x23 (2006-2012)
- Poison Ivy: La società segreta (Poison Ivy: The Secret Society), regia di Jason Hreno – film TV (2008)
- Stargate Atlantis - serie TV, 4 episodi (2008)
- Diamonds, regia di Andy Wilson - film TV (2009)
- Tenuta in ostaggio (Held Hostage), regia di Grant Harvey – film TV (2009)
- The Assistants – serie TV, 13 episodi (2009)
- The True Heroines – serie TV, 6 episodi (2011-2013)
- Motive – serie TV, 52 episodi (2013-2016)
- Chesapeake Shores – serie TV, 34 episodi (2016-2019)
- Un autunno molto speciale (Autumn in the Vineyard), regia di Scott Smith – film TV (2016)
- La magia del Natale (Magical Christmas Ornaments), regia di Don McBrearty - film TV (2017)
- Un San Valentino molto speciale (Valentine in the Vineyard), regia di Terry Ingram – film TV (2018)

## Doppiatori italiani
Nelle versioni in italiano dei suoi film, Brendan Penny è stato doppiato da:
- Stefano Crescentini in La magia del Natale, Un'estate molto speciale
- Vittorio Guerrieri in Un autunno molto speciale
- Roberto Gammino in Chesapeake Shores
- Edoardo Stoppacciaro in Motive